# Tony Steedman
Anthony Francis Steedman, detto Tony (Warwickshire, 21 agosto 1927 – 4 febbraio 2001), è stato un attore britannico.

## Carriera
Partecipò a numerose opere teatrali, inclusa la commedia di Ray Cooney Her Royal Highness nel West End di Londra, e apparve in numerose opere televisive, tra cui The Feathered Serpent, Thriller, I Professionals, Il mio amico fantasma, Coronation Street, Poliziotti in cilindro: i rivali di Sherlock Holmes, Agente speciale, Babylon 5, L'ispettore Regan, Minder e Barry Morse presents Strange But True. Ebbe ruoli ricorrenti nella soap opera britannica Crossroads nei panni del Dr. Butterworth, e nella sitcom della BBC Citizen Smith nel ruolo di Charlie Johnson. Tra i ruoli noti figura Socrate nel film del 1989 Bill & Ted's Excellent Adventure. Ha il primato di aver interpretato due volte il generale nazista Alfred Jodl in The Death of Adolf Hitler nel 1973 e in Bunker nel 1981. Prestò inoltre la voce a Justin Hammer nella serie animata Iron Man.

## Vita privata
Dal 1957 al 1963 fu spostato con Ann Taylor, conosciuto durante una produzione di Oklahoma!. Dal primo matrimonio ebbe una figlia.
Dal 1963 fino alla morte fu spostato con l'attrice Judy Parfitt. I due gestirono insieme la Allerway Limited, una società artistica ed ebbero un figlio.

## Filmografia parziale

### Cinema
- La rinuncia (The Abdication), regia di Anthony Harvey (1974)
- I 39 scalini (The Thirty Nine Steps), regia di Don Sharp (1978)
- Ascendancy, regia di Edward Bennett (1982)
- S.O.S. fantasmi (Scrooged), regia di Richard Donner (1988)
- Bill & Ted's Excellent Adventure, regia di Stephen Herek (1989)
- Fuori di testa (Delirious), regia di Tom Mankiewicz (1991)
- Detective Stone (Split Second), regia di Tony Maylam (1992)
- Mrs. Dalloway, regia di Marleen Gorris (1997)

### Televisione
- The Newcomers – serie TV, 132 episodi (1965-1967)
- Coronation Street – serie TV, 13 episodi (1972-1975)
- Guerra e pace (War & Peace) – serie TV, 5 episodi (1972-1973)
- Crown Court – serie TV, 6 episodi (1974-1983)
- Crossroads – serie TV, 60 episodi (1978-1979)
- Citizen Smith – serie TV, 15 episodi (1979-1980)
- Bunker (The Bunker), regia di George Schaefer – film TV (1981)
- I miei due papà (My Two Dads) – serie TV, (1987)
- Cuori senza età (The Golden Girls) – serie TV, un episodio (1989)
- Il tempo della nostra vita (Days of Our Lives) – serie TV, 15 episodi (1990)
- Sposati... con figli (Married... with Children) – serie TV, 3 episodi (1992)
- Iron Man – serie TV, 11 episodi (1994) – voce
- Animal Ark – serie TV, 9 episodi (1997-1998)

## Doppiatori italiani
Nelle versioni in italiano delle opere in cui ha recitato, Tony Steedman è stato doppiato da:
- Francesco Di Federico in Otello, Troilo e Cressida
- Franco Chillemi in Detective Stone
- Arturo Dominici in L'ora del mistero